# ZiL

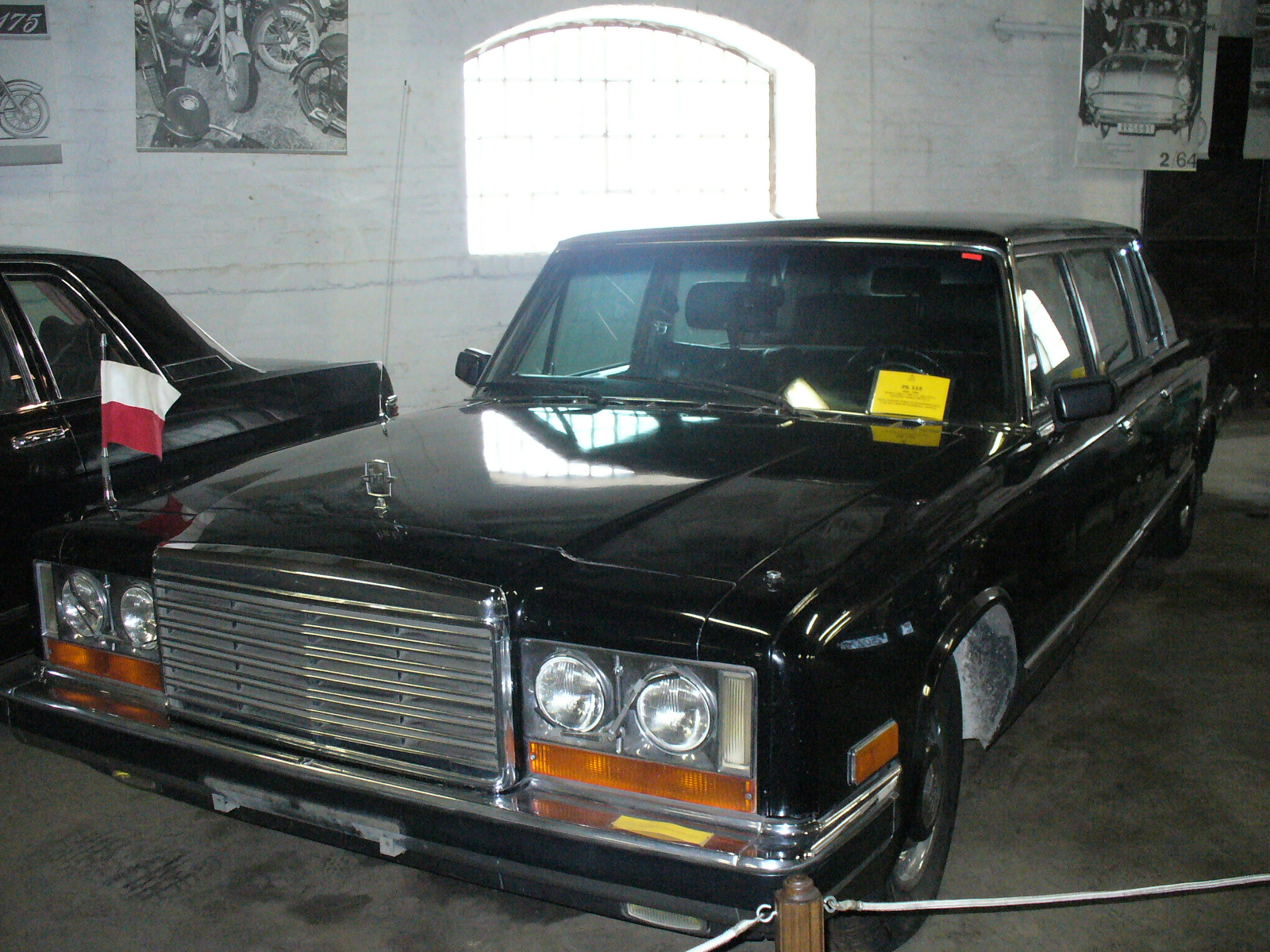
ZIL-115

Zavod ímeni Likhatxova, generalment anomenada ZiL o ZIL (en rus ЗиЛ –Завод имени Лихачёва–, que vol dir 'Fàbrica de Likhatxov'), és un fabricant rus –i abans soviètic– d'automòbils. És el principal fabricant rus de camions i vehicles pesants. Va produir els cotxes blindats de la majoria de líders soviètics.

## Història
L'empresa es va fundar el 1916 amb el nom d'Avtomobílnoie Moskóvskoie Óbxtxestvo (AMO), en rus Автомобильное Московское Общество (АМО), o 'Empresa d'Automòbils de Moscou'. Els plans eren produir camions Fiat F-15 d'una tona i mitja sota llicència. Degut a la Revolució d'Octubre de 1917 i la subsegüent guerra civil no fou fins a l'1 de novembre del 1924 que es va produir el primer vehicle, l'AMO-F-15. No obstant això, la fàbrica encara va aconseguir muntar camions comprats a Itàlia el 1917-1919. La fàbrica es va acabar el 1917, prop del riu Moscou, al bosc de Tjufeleva. Era un edifici modern amb l'últim en equipament nord-americà i estava dissenyat per donar feina a 6.000 treballadors.
El 30 d'abril de 1923 la fàbrica va rebre el nom d'un comunista italià Pietro Ferrero, però el 1925 va ser rebatejada com a Primera Fàbrica Nacional d'Automòbils (en rus: 1-й Государственный автомобильный завод). 2 anys més tard, el 1927, Ivan Likhachov va ser nomenat cap de la fàbrica, una persona el nom de la qual porta la fàbrica des de 1956. L'abril de 1929, es va acordar ampliar la planta per construir models de camions Autocar de 2,5 tones.
El 1931 la fàbrica es va reequipar i ampliar amb l'ajut de la nord-americana A.J. Brandt Co. i va passar a anomenar-se Fàbrica d'Automòbils Núm. 2 Zavod ímeni Stàlina (ZIS o ZiS). Després de la denúncia a la personalitat de Stalin feta per Nikita Khrusxov el 1956, se li va tornar a canviar el nom i fou anomenada tal com es coneix actualment, en record del primer director de la fàbrica, Ivan Aleksèievitx Likhatxov.

## Models

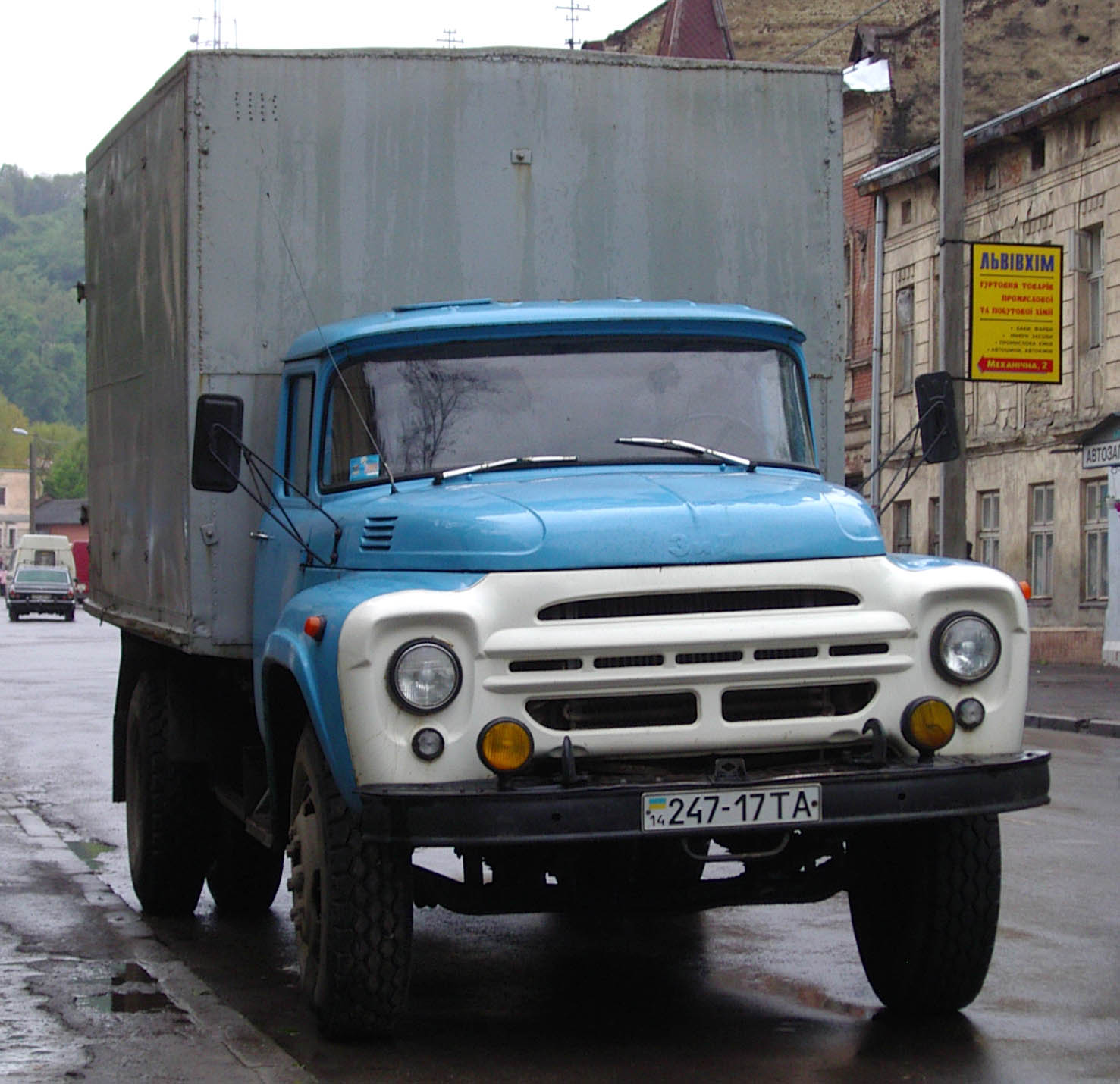
ZIL-130
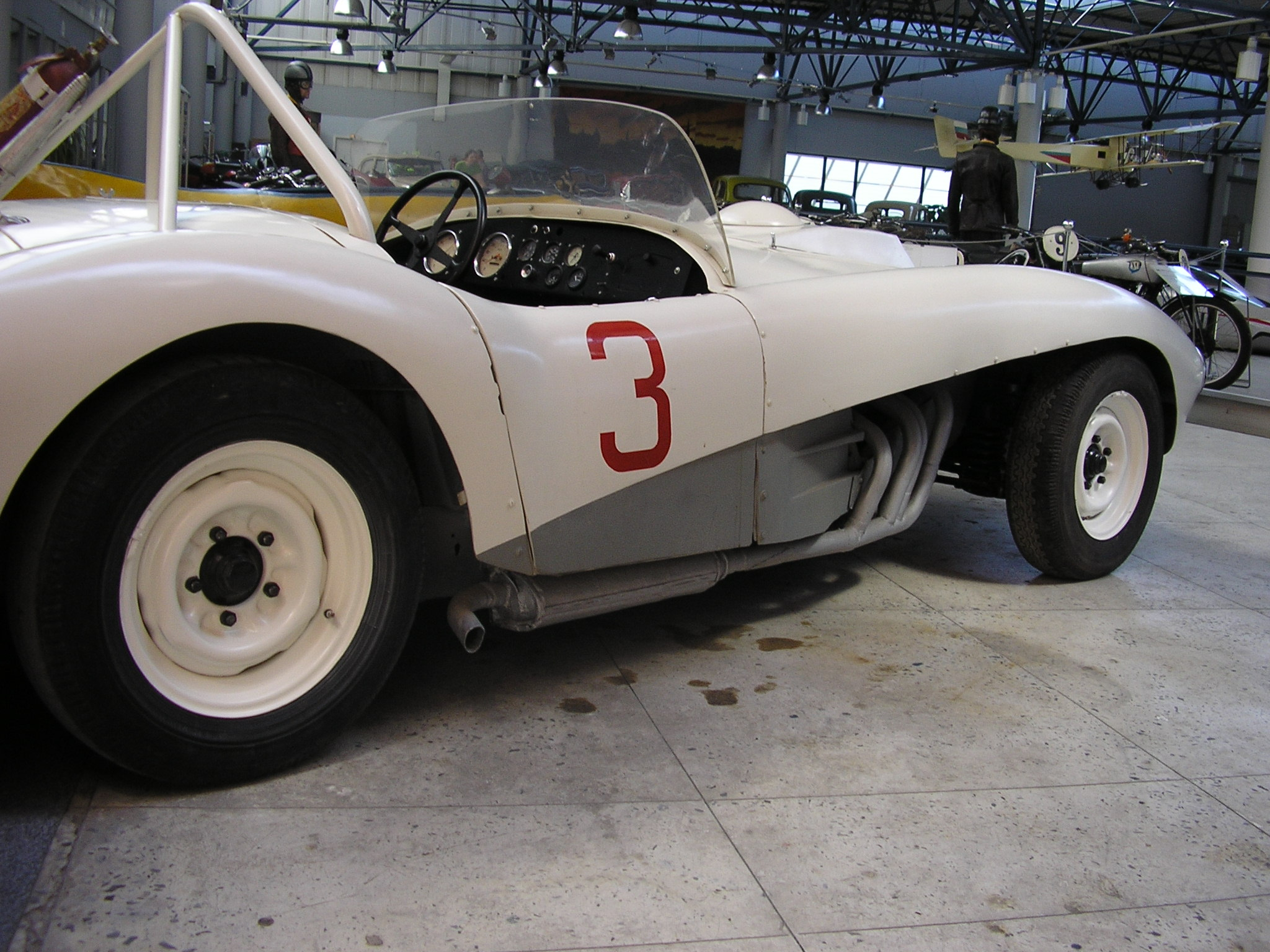
ZIL-112

Limusines
- ZIS-101 (1936)
- ZIS-110 (1942)
- ZIS-115
- ZIL-111 (1958)
- ZIL-114
- ZIL-115
- ZIL-117
- ZIL-4104
- ZIL-41041
- ZIL-41047
- ZIL-4105

Camions
- ZIL-157 (1958)
- ZIL-130 (1964)
- ZIL-135 (1966)
- ZIL-131 (1967)
- ZIL-133 (1975)
- ZIL-5301 "Bitxok" ("Toro") (1992)
- ZIL-6404 (1996)
- ZIL-6309 (1999)
- ZIL-6409 (1999)
- ZIL-433180 (2003)
- ZIL-432930 (2003)
- ZIL-4327 (2004)
- ZIL-4334 (2004)

Cotxes esportius
- ZIL-112 (1960-62)

- ZIL-130
- ZIL-112